# Phare d'Alexandroupoli
Le Phare d'Alexandroúpoli (en grec moderne : φάρος της Αλεξανδρούπολης / Faros tis Alexandroupolis) est un phare situé sur le port d'Alexandroúpoli en Grèce. Il est achevé en 1880.

## Caractéristiques
Le phare est une tour ronde, blanche, de briques, dont le dôme de la lanterne est de couleur verte. Il s'élève sur 6 étages.

## Histoire
C'est dans les années 1850 qu'il est démontré la nécessité de construire un phare, afin de faciliter la navigation. Après la signature d'un contrat avec les autorités turques, le phare est construit à l'ouest du port. Il est inauguré et mis en service le 1er juin 1880. Il est électrifié en 1974, bien que son ancien système à l'acétylène soit maintenu en cas de panne. Il fait l'objet de travaux en 1946, 1955 et 2002.

## Codes internationaux
- ARLHS[4] : GRE-005
- NGA : 16836
- Admiralty[5] : E 4554